# 佩恩斯 (密西西比州)
佩恩斯（英語：Paynes）是位於美國密西西比州塔拉哈奇縣的非建制地區。

## 歷史
佩恩斯的郵局於1891年設立，其後於1958年停運。

## 地理
佩恩斯所處的海拔為高於海平面54米（即177英呎），而該地所採用的時區為UTC-6，即北美中部時區（CST）。同時該地設有夏令時間，為UTC-6調快一小時，即UTC-5（CDT）。